# 业州 (北周)
业州，中国南北朝时设置的州。
周武帝建德三年（574年）北周置业州，治所在建始县（在今湖北省建始县东三十五里州基山下）。辖境约相当今湖北省建始县一带。业州下辖军屯郡，军屯郡下辖建始县。隋炀帝大业元年（605年）废业州，建始县改属庸州（亭州、清江郡）。隋恭帝义宁二年（618年）复置业州。下辖建始县，唐太宗贞观八年（634年）废业州，建始县改属施州。